# Love Before Breakfast
Love Before Breakfast is een Amerikaanse filmkomedie uit 1936 onder regie van Walter Lang. Het scenario is gebaseerd op de novelle Spinster Dinner (1934) van de Amerikaanse auteur Faith Baldwin.

## Verhaal
Kay Colby is een mooie vrouw van rijke komaf. De zakenman Scott Miller is stapelgek op haar, maar zij is verloofd met Bill Wadsworth. De zakenman geeft Bill een baan in Japan, zodat hij er zelf met Kay vandoor kan gaan.

## Rolverdeling
| Acteur           | Personage         |
| ---------------- | ----------------- |
| Carole Lombard   | Kay Colby         |
| Preston Foster   | Scott Miller      |
| Cesar Romero     | Bill Wadsworth    |
| Janet Beecher    | Mevrouw Colby     |
| Betty Lawford    | Gravin Campanella |
| Richard Carle    | Brinkerhoff       |
| Forrester Harvey | Ceremoniemeester  |
| Joyce Compton    | Mary Lee          |
| Bert Roach       | Gastheer          |
| Diana Gibson     | Secretaresse      |